# تاج‌مرغ کاتینگا
تاج‌مرغ کاتینگا (نام علمی: Pseudoseisura cristata) نام یک گونه از سرده تاج‌مرغ است.